# تصوير ومضاني مناعي
التصوير الومضاني المناعيهو إجراء في الطب النووي يستخدم للعثور على الخلايا السرطانية في الجسم عن طريق حقن جسم مضاد مشع، والذي يرتبط في الغالب بالخلايا السرطانية ثم يقوم بالمسح بحثًا عن تركيزات الانبعاثات المشعة.
يُجْرَى التصوير الومضاني المناعي باستخدام مجموعة متنوعة من المستحضرات الصيدلانية الإشعاعية لمجموعة كبيرة من الأغراض. يعد سرطان القولون والمستقيم أحد أكثر المجالات التي دُرِسَت، حيث تحتوي الحواتم المسمى بالإنديوم 111 أو التكنيشيوم 99 م على المستضد السرطاني المضغي. يتفاعل الجسم المضاد capromab pendetide مع المستضد النوعي بغشاء البروستاتا (PMSA) ويمكن تمييزه بـ 111In.